# Folkparken, Norrköping

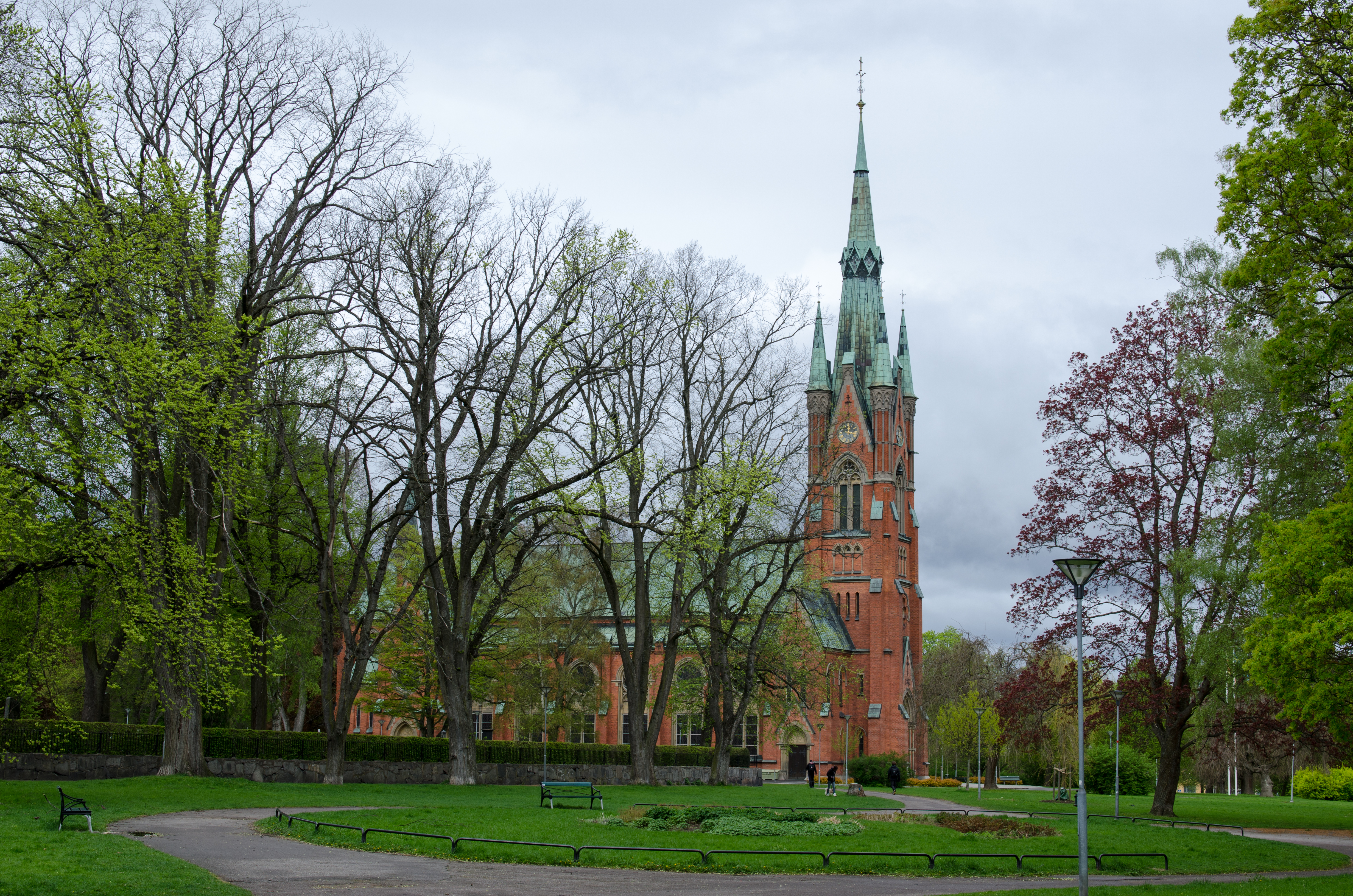
Matteuskyrkan och begravningsplatsen till vänster sedda från parken.

Folkparken är en park i centrala Norrköping som är placerad på Dragsgärdet vid Norra promenaden. I anslutning till parken ligger Matteuskyrkan och Norra begravningsplatsen.

## Anläggning

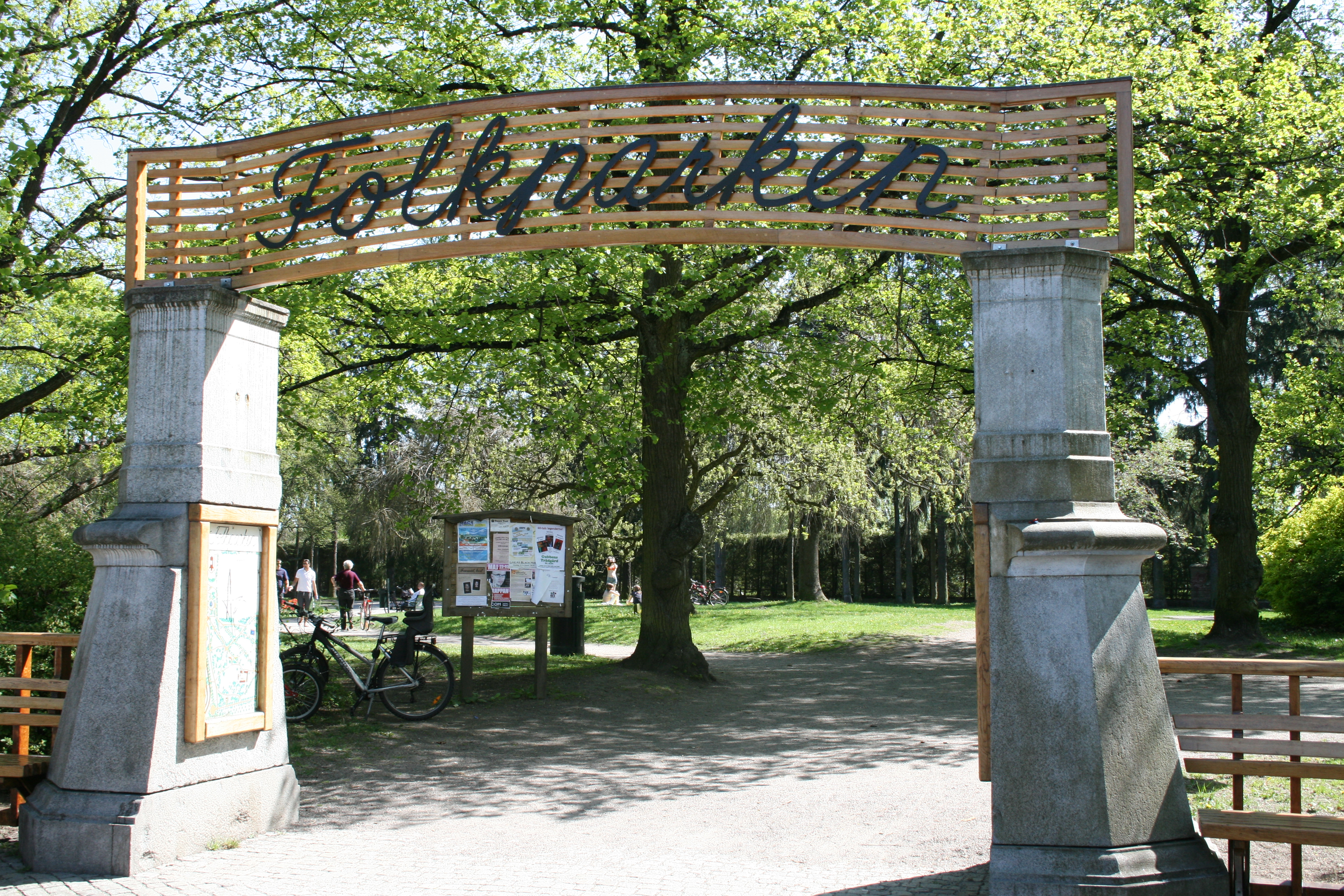
Parkens entré vid Norra promenaden. De två granitpelarna kommer från den rivna Oscar Fredriks bro.

Innan parken anlades användes området för jordbruket och som grustäkt. Jordbruksmarken var utarrenderad. Delar av området användes också som betesmark för de kreatur som såldes på Oxtorget på andra sidan promenaden. Mellan 1887 och 1892 byggdes Matteuskyrkan på Nedre Dragsgärdet. På delar av Dragsgärdet norr om Plankgatan har det också sedan lång tid tillbaka legat en kyrkogård, Matteus kyrkogård, samt den judiska begravningsplatsen.
Den 17 september 1893 föreslog stadsfullmäktiges ordförande John Philipson i en motion att det skulle anläggas en park för allmänheten på Dragsgärdena. I motionen hänvisade Philipson till den stora del av Norrköpings invånare som behövde avkoppling på söndagarna men som saknade medel för att ta sig ut till landet. Philipson menade därför att det behövdes en park i stadens omedelbara närhet där dessa kunde tillbringa hela söndagen. Vad gäller kostnaden erbjöd sig Philipson att själv betala för parkens anläggande om staden åtog sig att betala det årliga underhållet.
Detta gick staden med på och arbetet med att anlägga parken började genast. Den 9 juni 1895 invigdes parken med att medlemmar av andra livgrenadjärregementets musikkår sjöng fosterländska sånger. På hösten samma år beslutade stadsfullmäktige att parken skulle heta "Folkparken".
Uppdraget att rita parken gick till Gustaf Lind, trädgårdsmästare vid Lantbruksakademiens Experimentalfält. Lind ritade parken i engelsk romantisk landskapsstil med slingrande gångar och naturlika planteringar, stora gräsytor och intressanta saker som en paviljong, ett konstföremål eller en ravin. Lind såg till att parken planterades med ovanliga trädsorter från svenska och tyska plantskolor; avenbok, krusbladig alm, asklönn, lärkträd eller japansk solfjäderstall. I allén mellan entrén till Norra kyrkogården och krematoriets parkering planterades på 1910 61 träd, främst lindar, som tidigare stått på Skolgatan i samband med Konst- och industriutställningen i Norrköping 1906.
I parken finns ett 80 meter långt stenparti som anlades 1918-1922 med sprängsten från Motala ström nedströms Järnbron. Vid stenpartiet finns också en bronsskulptur, "Vändande lodjur", av skulptören Arvid Köppel. En av parkvaktens uppgifter var att varje morgon och kväll hissa och sänka flaggan på den så kallade flaggkullen bredvid stenpartiet. Flaggstången togs bort på 1970-talet när kommunen inte längre ville avlöna någon för denna uppgift. På 1970-talet byggdes en spiralformad solmur på flaggkullen. Vid stenpartiet finns också en minnestavla över John Philipson.
1990 fick parken en ny entré mot Norra promenaden med två granitpelare. Pelarna kommer från Oscar Fredriks bro som låg i centrala Norrköping men som revs 1978-1979.
Sedan 1941 firas valborgsmässoafton i parken med valborgseld, musik, sång, vårtal och fyrverkerier.

## Skötsel
Ansvar för skötseln fick Styrelsen för stadens promenader och planteringar som också beslutade om en ordningsstadga, som bland annat innebar förbud mot kortspel, politiska och religiösa demonstrationer samt försäljning av öl och porter. Styrelsen anställde också en parkvakt, Johan Fredrik Olsson, "Park-Olle", att hålla tillsyn över parken och sköta dagligt underhåll. Olsson och hans hustru Ida bodde i Lilla Lund, ett rödmålat hus i två våningar, vid Dragsgatan norr om Matteus kyrkogård, på ungefär samma plats i Folkparken där det i modern tid finns en boulebana. Där bodde också Idas ogifta syster Alma och hennes två barn samt Fredrik syster Augusta och hennes dotter. Park-Olle avled 1939. Lilla Lund förföll med tiden och huset revs 1962.
Mitt i parken ligger Folkparksskolan sedan 1958. Området ingick inte i det ursprungliga parkområdet utan det hette Fredrikslund där det fanns två bostadshus. Där fanns också en stor trädgård med blommor som odlades till försäljning. I Fredrikslund bodde Gustav och Thyra Davison som tillverkade läskedrycker och godis som de sålde till parkens besökare. Där bodde även Harry och Elisabeth Olsson med familj. Harry och "Lisa" drev glasskiosken varje sommar i ca 20 år fram till sommaren 1957.Kiosken var mobil och skulle varje kväll fraktas hem till Fredrikslund(så länge området fanns kvar).
Vid Åbackarna fanns det under många år en kiosk som sålde kaffe, läskedrycker och liknande. Kiosken låg på gräsplanen bredvid det som i modern tid används som parkeringsplats för besökare till krematoriet. Kiosken fanns kvar fram till 1960-talet. På den så kallade flaggkullen öppnades 1897 en kiosk som ägdes av Norrköpings Mineralvattens Aktiebolag där besökarna kunde köpa mineralvatten och läskedrycker. På platsen där Lilla Lund låg vid Dragsgatan låg öppnade KFUM 1994 en kaffeservering.
Vid Åbackarna finns också Femöresbron, ursprungligen uppförd 1901. En ny bro öppnades den 7 mars 2025. Bron har fått sitt namn efter broavgiften som passerande betalade. Avgiften togs ut fram till 1948. Brovaktarstugan används av Örtagårdsföreningen som använder trädgården för att odla nytto- och medicinalväxter. Längre nedströms ligger Roddar-Pelles brygga som har fått sitt namn efter Sigfrid Pettersson som mot betalning rodde människor över strömmen mellan 1912 och 1943.

## Djurliv

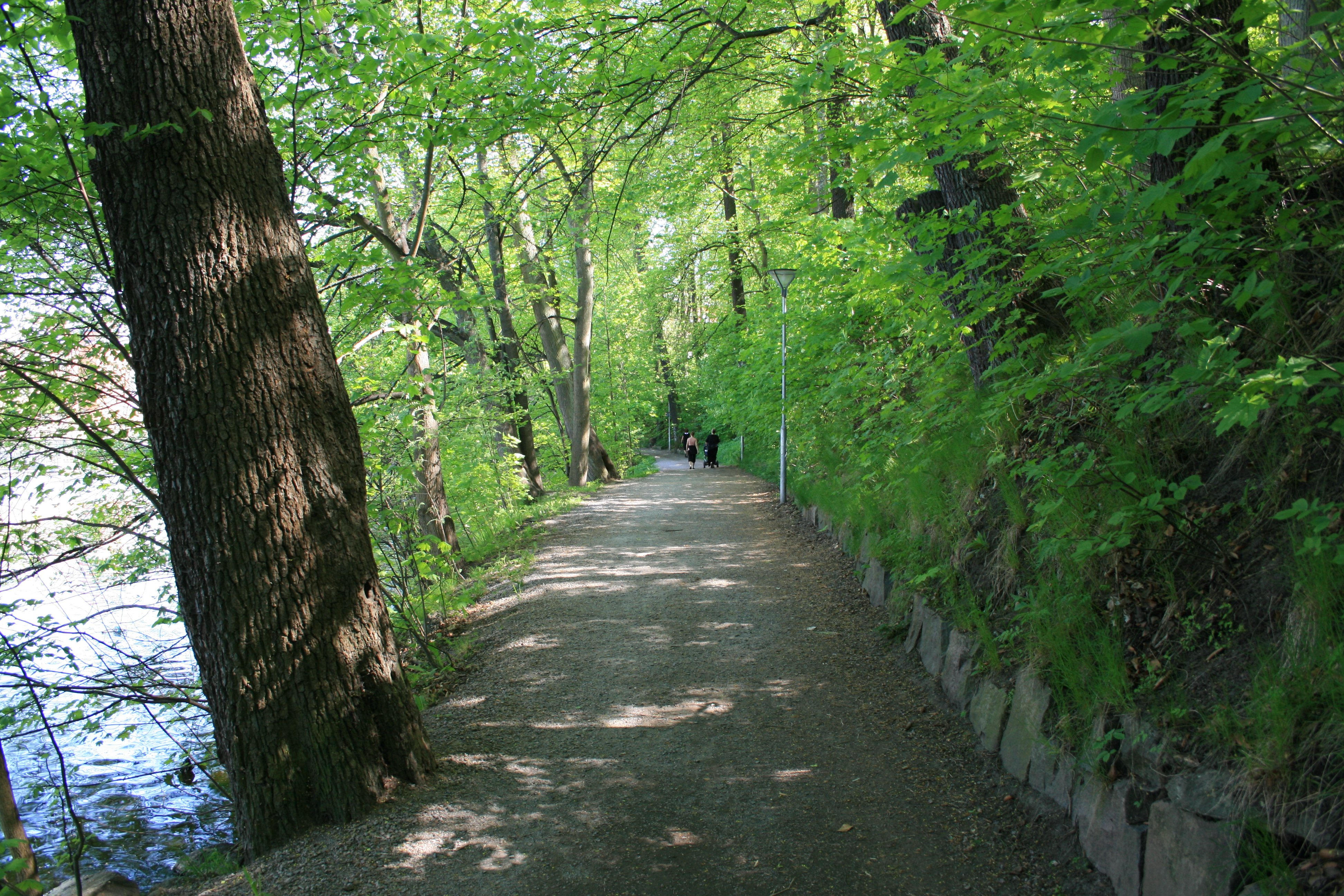
Åbackarna är ett populärt promenadstråk.

I parkens södra del mot Motala ström ligger Åbackarna. I vattenkanten kan man hitta vattenlevande fåglar som kanadagäss, vitkindade gäss, gräsänder, sothöns och storskrake. Kungsfiskare har periodvis häckat i strandbrinken. Därtill finns en rik population av fladdermöss.